# Genya Ravan
Genyusha Zelkowitz, melhor conhecida por Genya Ravan ou também Goldie Zelkowitz (Łódź, Polônia, 19 de Abril de 1940) é uma cantora, compositora e produtora musical. Ela é ex-vocalista das bandas The Escorts, Goldie & the Gingerbreads, e Ten Wheel Drive.
Ela chegou nos Estados Unidos em 1949, acompanhado por seus pais e uma irmã. Ela tinha dois irmãos, que morreram. Estes foram os únicos membros da família que sobreviveram ao holocausto nazista na Europa.

## Discografia
referência: Billboard 200

### Álbuns
- 1972: Genya Ravan
- 1973: They Love Me, They Love Me Not
- 1974: Goldie Zelkowitz
- 1978: Urban Desire #147[1]
- 1979: ...And I Mean It! #106[1]
- 2003: For Fans Only!
- 2006: Genya Ravan Live
- 2010: Undercover

### Singles
- "Back in My Arms Again" (1978)
- "Jerry's Pigeons" (1978)
- "Pedal to the Metal" (1979)
- "Steve" (1979)
- "Junkman" (1979)
- "Do You Know What I Mean" (2011)